# لويس هاريس (صحفي)
لويس هاريس (بالإنجليزية: Louis Harris)‏ هو صحفي أمريكي، ولد في 6 يناير 1921، وتوفي في 17 ديسمبر 2016.

## وصلات خارجية
- لويس هاريس على موقع الموسوعة البريطانية (الإنجليزية)
- لويس هاريس على موقع إن إن دي بي (الإنجليزية)